# Kristalkaaszwam
De kristalkaaszwam (Oligoporus romellii) is een schimmel uit de familie Dacryobolaceae. De soort leeft saprotroof op naaldhout.

## Kenmerken

### Uiterlijke kenmerken
Het vruchtlichaam is wit-crème van kleur. Er zijn 3-4 regelmatige, afgeronde of hoekige poriën per mm. De buisjes zijn enkelvoudig, tot 1,4 mm lang met een vezelige structuur.

### Microscopische kenmerken
De sporen zijn ovaal en meten 3,87-4,49 x 2,05-2,46 µm (Q-waarde 1,9). De wanden zijn dik en cyanofiel, maar niet amyloïde. De basidia zijn 4-sporig, breed cilindrisch, vaak smal ingesnoerd op halverwege en meten 15-20 x 5-7 µm. Cystiden zijn zeldzaam, cilindrisch tot smal fusiform, 20-40 (60) x 3-5 (6) µm, met een dikke wand en de toppen bedekt met kristallen. Deze schimmel heeft een monomitisch hyfensysteem.

## Verspreiding
In Nederland komt de kristkalkaaszwam zeer zeldzaam voor.